# Ouardanine
Ouardanine este un oraș în Guvernoratul Monastir, Tunisia.